# Dunaferr SE (férfi kézilabda)
A Dunaferr Sportegyesület (röviden Dunaferr SE, később Dunaferr Alexandra) egy dunaújvárosi megszűnt profi férfi kézilabdacsapat volt. A klub egyszeres magyar bajnok (2000) és kupagyőztes (2001), valamint 2000-ben döntős volt a Kupagyőztesek Európa-kupájában.

## Sikerek

### Hazai
Nemzeti Bajnokság I
- Bajnok (1): 2000
- 2. hely (4): 1997, 1998, 1999, 2001
- 3. hely (8): 2002, 2003, 2004, 2005, 2006, 2007, 2008, 2009

Magyar Kupa
- Győztes (1): 2001

### Nemzetközi
- EHF-kupagyőztesek Európa-kupája:
  -  Döntős (1): 2000
- EHF-kupa:
  - Elődöntős (1): 2003

## Bajnoki múlt
- 1951 megyei bajnok (Sztálinvárosi Vasas)

...
- 1957 NB II dél (3.)
- 1958 NB II (3. hely)
- 1959 NB II (11.)
- 1960 megyei (2., Sztálinvárosi Kohász)[1]
- 1961 megyei (2.)[2]
- 1962 megyei (2., Dunaújvárosi Kohász SE)[3]
- 1963 megyei
- 1964 megyei (3.)[4]
- 1965 megyei (5.)[5]
- 1966 megyei (3.)[6]
- 1967 megyei
- 1968 megyei
- 1969 megyei (1.)
- 1970 megyei (1.)[7]
- 1971 megyei (1.)
- 1972 NB II nyugat (6.)
- 1973 NB II nyugat (7.)
- 1974 NB II nyugat (6.)
- 1975 NB II nyugat (6.)
- 1976 NB II nyugat (5.)
- 1977 NB II nyugat (9.)
- 1978 NB II nyugat (1.)
- 1979 NB IB (6.)
- 1980 NB IB (2.)
- 1981 NB I (11.)
- 1982 NB IB (7.)
- 1983 NB IB (1.)
- 1984 NB I (14.)
- 1985 NB IB (1.)
- 1986 NB I (13.)
- 1987 NB IB (1.)
- 1988–89 NB I (13.)
- 1990 NB IB (7. Dunai Kőolaj)
- 1991 NB IB (4.)
- 1992 NB I (9., Dunaferr SE)
- 1993 NB I (15.)
- 1994 NB I (15.)
- 1995 NB IB (1.)
- 1996 NB I (6.)
- 1997 NB I (2.)
- 1998 NB I (2.)
- 1999 NB I (2.)
- 2000 NB I (1.)
- 2001 NB I (2.)
- 2002 NB I (3.)
- 2003 NB I (3.)
- 2004 NB I (3.)
- 2005 NB I (3.)
- 2006 NB I (3.)
- 2007 NB I (3.)
- 2008 NB I (3.)
- 2009 NB I (3.)
- 2010 NB I (4.)
- 2011 NB I (12., D. Alexandra)

## Az 1999/2000-es bajnokcsapat játékoskerete
Az 1999/2000-es magyar bajnokcsapat játékoskerete:
| Kapusok - 01 Arūnas Vaškevičius - 12 Zsembery Tamás - 16 Vladimir Hernandez Balszélsők - 06 Décsi Gábor - 13 Julius Marcinkevicius Jobbszélsők - 19 Mocsai Tamás - 20 Tóth Edmond Beállók - 03 Szergej Kuzmicsov - 17 Károlyfi Viktor | Balátlövők - 05 Bene Tamás - 14 Marosi László Jobbátlövők - 10 Kertész Balázs - 15 Tombor Csaba Irányítók - 04 Kemény József - 07 Gál Gyula - 09 Rosta Miklós |

### Edzői stáb
- Vezetőedző:  Skaliczki László (HUN)

## Egykori híres játékosok
| - Ancsin Gábor - Bodó Richárd - Császár Gábor - Fazekas Nándor - Gál Gyula | - Grebenár Gábor - Vladimir Hernandez - Hornyák Péter - Iváncsik Tamás - Katzirz Dávid | - Krivokapić Milorad - Szergej Kuzmicsov - Mikler Roland - Mocsai Tamás - Nagy Kornél | - Pásztor Ákos - Szathmári János - Törő Szabolcs - Zubai Szabolcs - Arunas Vaskevicius | - Oleg Grebnev - Janko Božović - Marko Vujin - Michal Kopčo - Richard Štochl |

## Fordítás
- Ez a szócikk részben vagy egészben  a   Dunaferr SE (men's handball) című angol Wikipédia-szócikk fordításán alapul.  Az eredeti cikk szerkesztőit annak laptörténete sorolja fel. Ez a jelzés csupán a megfogalmazás eredetét és a szerzői jogokat jelzi, nem szolgál a cikkben szereplő információk forrásmegjelöléseként.